# سامسونج جالكسي إس 10
سامسونج جالكسي إس 10 (بالإنجليزية: Samsung Galaxy S10) هو أحد هواتف سلسلة سامسونج جالكسي إس التي تعمل بنظام الأندرويد المقدمة من شركة سامسونج، فقد تم الكشف عن الهاتف خلال حدث صحفي في 20 فبراير 2019، وبدأ الشحن نحو الأسواق في 10 مارس 2019.
يتميز إصدارا الهاتف S10 و+S10 بشكل أساسي من حيث حجم الشاشة والكاميرا الأمامية. وبالإضافة إلى ذلك، كشفت سامسونج النقاب عن طراز أصغر يعرف باسم جالكسي S10e نسخة محفوظة 9 أبريل 2020 على موقع واي باك مشين.، ونسخة أخرى أكبر وهي S10 5G المتوافقة مع شبكة الجيل الخامس (5G).

## المواصفات

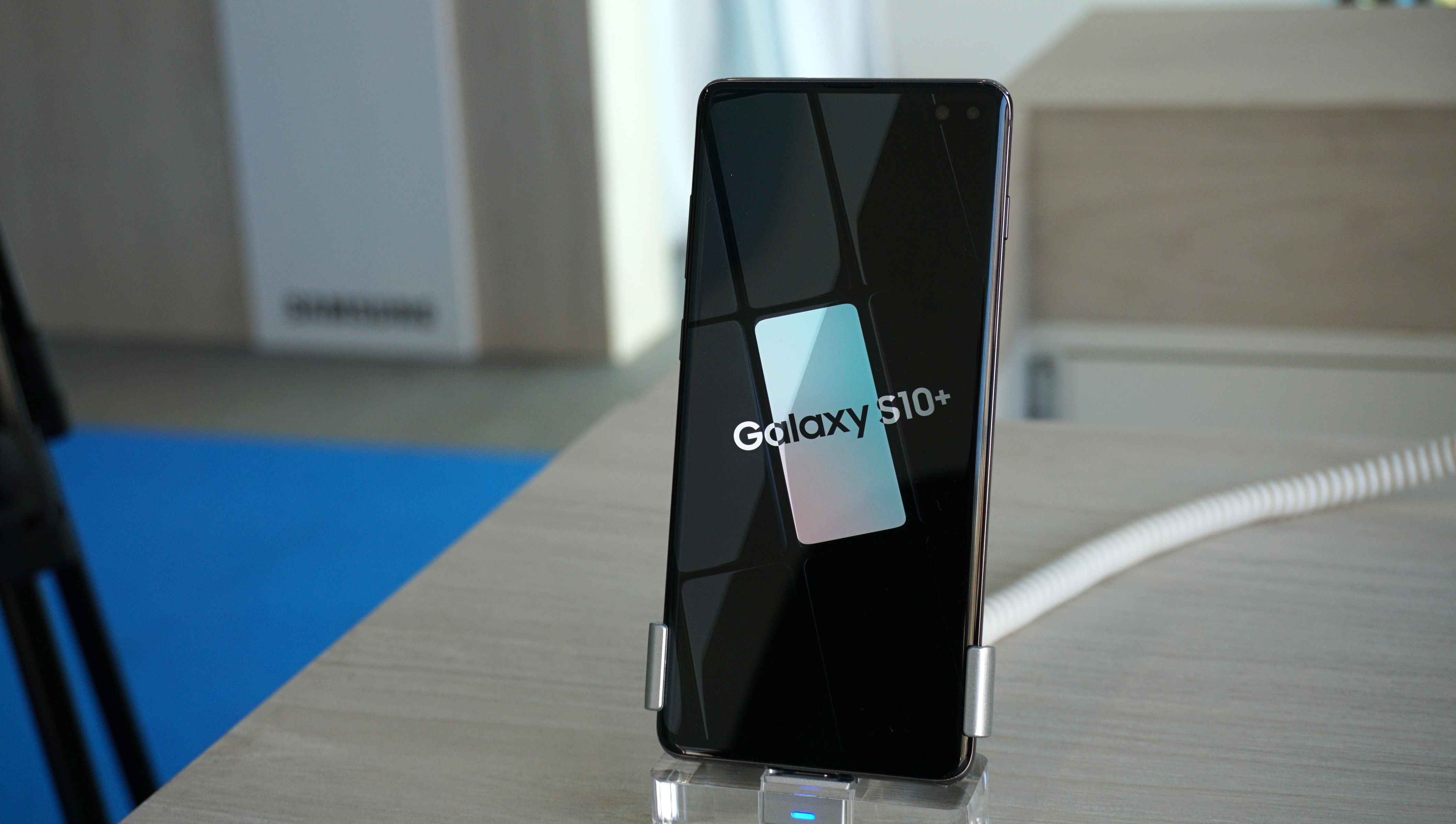
جالكسي اس 10

تتكون سلسلة هواتف S10 من أربعة طرازات بمواصفات مختلفة للأجهزة؛ حيث تبلغ مساحة شاشة S10 إلى 6.1 بوصة وفي S10+ ‏ 6.4 بوصة، والتي من نوع الشاشة الديناميكية أموليد "AMOLED"، وتحتوي الشاشات على جوانب منحنية تنحدر فوق الحواف الأفقية للجهاز. وعلى عكس هواتف سامسونج السابقة، فالكاميرا الأمامية ثنائية تشغل حيزا في الركن الأعلى على اليمين مخلفا ثقب في الشاشة الأولى بدقة 10 ميجابكسل والثانية بدقة 8 ميجابكسل. أما الكاميرا الخلفية فهي ثلاثية حيث تأتي الكاميرا الأولى بدقة 12 ميجابكسل والكاميرا الثانية وهي الأساسية بدقة 12 ميجابكسل أما عن الكاميرا الثالثة فتأتي بدقة 16 ميجابكسل. إضافة إلى مستشعر البصمة المدمج مع الشاشة في الجزء السفلي منها،  ومستشعر البصمة يتميز بالعمل حتى إذا كان الإصبع المستخدم مبلل بالماء ومع أنه لا يعمل مع بعض أنواع الزجاج الواقي. تستخدم الطرازات الدولية من S10 نظام المعالجات Exynos 9820، في حين تستخدم الطرازات الأمريكية معالج من نوع Qualcomm Snapdragon 855. ويباع الجهازان بسعة تخزينية تصل إلى 128 أو 512 جيجابايت. يدعم الهاتف شريحتين إتصال من نوع شريحة نانو حيث يأتي منفذ شرائح الإتصال من نوع Hybrid Sim. يأتي الهاتف مقاوم للماء والغبار بشهادة IP68 حتى متر ونصف تحت الماء لمدة 30 دقيقة والضمان لا يغطي تلف الهاتف سواء من الماء أو من الاتربة. يتوفر الهاتف بعدة ألوان حيث يتوفر باللون الأبيض الزجاج وباللون الأبيض للسيراميك وباللون الأسود الزجاج وباللون الأسود السيراميك وباللون الأخضر للزجاج.

## المميزات
الشحن اللاسلكي
تم إدماج خاصية الشحن اللاسلكي في نظام هذا الهاتف مما يجعلك قادر على أن تقوم بشحن الهواتف الأخرى وحتى الساعات الذكية والسماعات الخاصة بالهاتف من بطارية هاتفك بمجرد وضعه خلف الهاتف.
دمج بصمة الإصبع داخل الشاشة
عملت سامسونج واحد من أفضل التحديثات إلى الآن فقد تم دمج بصمة الإصبع مع الشاشة بالكامل حيث أنك ستضع إصبعك على الشاشة فقط من الأسفل وسيتم قراءة بصمة الإصبع الخاصة بك.
مخرج سماعات الاذن
تخلت معظم شركات الهواتف في خلال السنوات الماضية عن مخرج (headphone jack)3.5mm الخاص بمخرج السماعات واستبداله بمخارج أخرى ولكن هنا احتفظت سامسونج بمخرج ال (headphone jack)3.5mm في هواتفها الجديدة.